# Couto Misto
Couto Misto (em galego:  Couto Mixto, em castelhano:  Coto Mixto) foi um microestado independente europeu, sem acesso ao mar, na fronteira entre Portugal e Espanha. Era composto pelas aldeias de Santiago de Rubiás, Rubiás (no atual concelho galego de Calvos de Randim), e Meaus (no atual concelho galego de Baltar), todas a norte da serra do Larouco, na bacia intermédia do rio Salas, Ourense, Galiza. O território do Couto Misto incluía também uma pequena faixa desabitada que hoje faz parte do concelho português de Montalegre. Ocupava uma área de 26,9 km² e segundo estimativas de seu penúltimo Juiz, Delfim Modesto Brandão, teve uma população de no máximo 1000 habitantes entre 1862 e 1864.
Como resultado das complexas relações senhoriais medievais, essa terra iludiu o controlo português e espanhol durante séculos, operando como um estado soberano de direito próprio até ao Tratado de Lisboa de 1864, que dividiu o território entre Espanha (que anexou a maior parte das terras, incluindo as três aldeias) e Portugal (que ficou com uma faixa menor de terra desabitada). Como um país independente de facto, os habitantes do Couto Misto tinham muitos direitos e privilégios, incluindo autogoverno, isenção de serviço militar e de impostos, direito ao porte de armas, selos postais oficiais, podiam conceder asilo a foragidos da justiça portuguesa e espanhola, negar acesso a qualquer contingente militar estrangeiro, tinham direito de passagem nas estradas, liberdade de comércio (como o sal, um objeto de estanco), liberdade de cultivo (como o tabaco, um objeto de estanco), liberdade de escolha da nacionalidade portuguesa ou espanhola para os seus habitantes, entre outros.
As suas origens, ligadas desde a Baixa Idade Média ao Castelo da Piconha e depois à Casa de Bragança, remontam ao século X e à independência de Portugal (c. 1147), quando as fronteiras jurisdicionais com Leão foram estabelecidas de forma pouco clara. Muito do que se conhece sobre esse território raiano, suas normas, usos e costumes, provém dos relatórios diplomáticos produzidos à época das negociações do Tratado de Lisboa de 1864.
Essa situação, muito antiga, foi classificada como anómala e tanto a Espanha como Portugal determinaram por unanimidade que não se podia manter, porque era especialmente propícia ao contrabando e porque também bandos de delinquentes albergavam-se naquelas terras.

## Definição e história

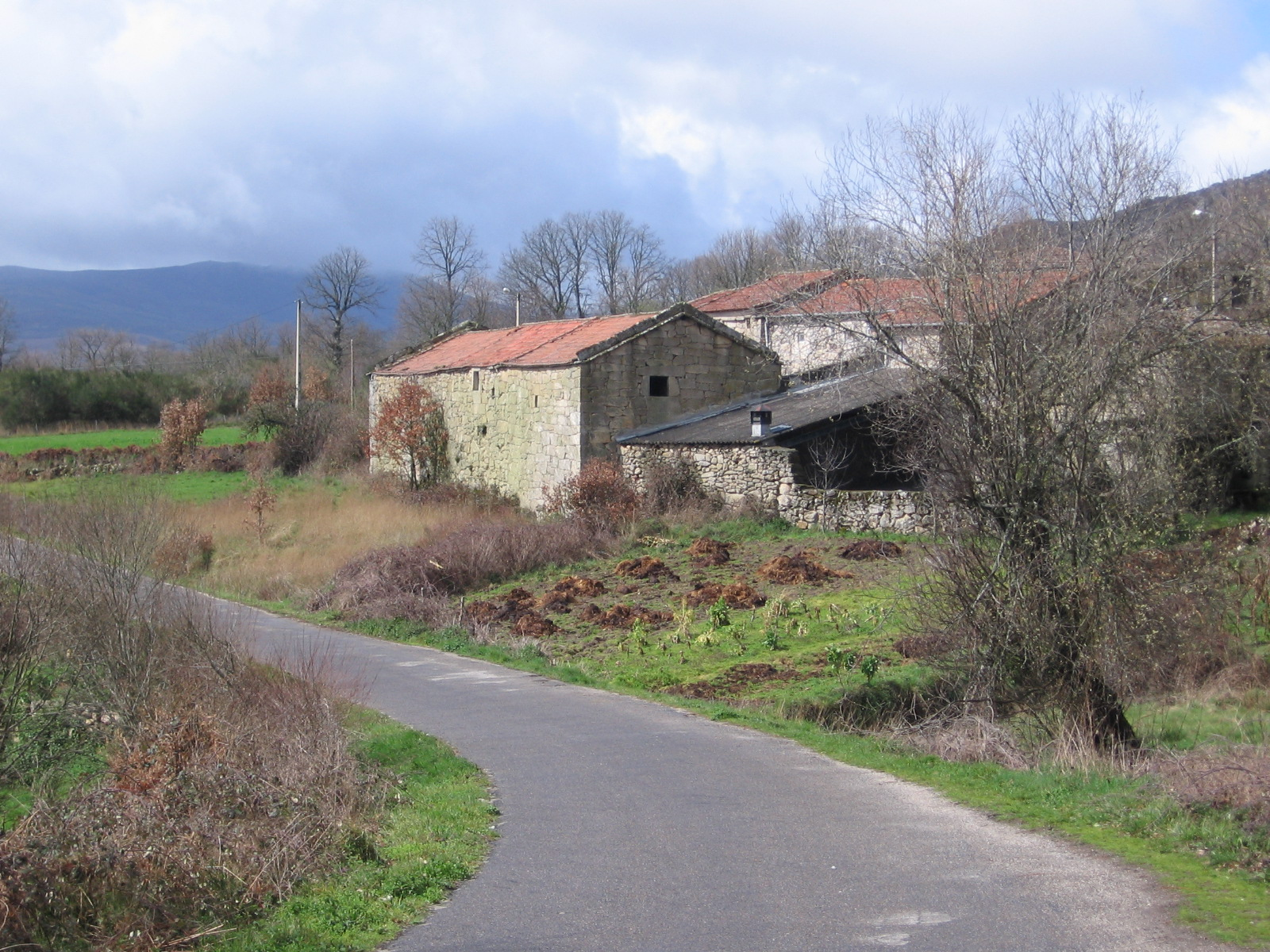
Meaus era um dos três povoados que formavam o Couto Misto.

Embora se desconheça a origem de sua instituição, ligada desde a Baixa Idade Média ao Castelo da Piconha, posteriormente vinculado à poderosa Casa de Bragança, constituía-se numa pequena área fronteiriça de cerca de 27 km² com organização própria, que não estava ligada nem à Coroa de Portugal e nem à de Espanha. Entre os direitos e privilégios desse pequeno território encontravam-se o de asilo para os foragidos da justiça portuguesa ou espanhola, o de não dar soldados nem para um reino nem para o outro, o de isenção de impostos, o de liberdade de comércio (como o sal, objeto de estanco até 1868), a liberdade de cultivos como o do tabaco, e outros.
Até à assinatura e entrada em vigor do Tratado de Lisboa (1864), em 1868, cada habitante do Couto elegia livremente a nacionalidade espanhola ou portuguesa. A partir do Tratado, os seus domínios passaram para a soberania da Espanha, integrados nos Concelhos de Calvos de Randín (aldeias de Santiago e Rubiás ou Ruivães) e Baltar (aldeia de Meaus ou Meãos). Em contrapartida, passavam para a soberania de Portugal os chamados "povos promíscuos", até então divididos pela linha da raia, atuais Soutelinho da Raia, Cambedo e Lama de Arcos (Chaves). O território do Couto Misto ainda incluía uma pequena faixa desabitada que hoje integra o município português de Montalegre.

## Os privilégios do Couto Misto

### Nacionalidade
Os habitantes do Couto Misto não se encontravam obrigados a uma ou outra nacionalidade, podendo inclinar-se, dependendo de razões geográficas, familiares ou tradicionais, por uma, por outra, ou por nenhuma.
O momento em que tradicionalmente se exercia essa opção era no dia das bodas: os que optavam por Portugal bebiam um cálice de vinho pela honra e à saúde do rei português, inscrevendo a letra "P", de Portugal, à porta do domicílio conjugal; aqueles que optavam pela Espanha, brindavam à honra e saúde do rei espanhol, inscrevendo a letra "G", de Galiza, em seu domicílio. A prática foi substituída pela inscrição de outras simbologias, a partir de meados do século XIX, quando as autoridades de ambos os países começaram a questionar os privilégios do Couto.
Concretamente, os seus habitantes não estavam obrigados a utilizar documentos de identidade pessoais, não estando sujeitos aos efeitos jurídicos de uma nacionalidade: eram considerados como "mistos". Como território independente de facto, os habitantes do Couto Misto detinham vários privilégios, como a isenção de serviço militar e de impostos, e podiam conceder asilo a estrangeiros ou opor-se ao acesso a forças militares estrangeiras.

### Tributos
Os habitantes do Couto Misto não eram obrigados a pagar tributos a Portugal ou à Espanha, quer os devidos pela terra, pela prática de atividades comerciais ou industriais, por consumo, sucessão ou outros. Esse facto levou muitas pessoas a casar e a estabelecerem-se no Couto, para evitar o pagamento de tributos, ao mesmo tempo em que estimulou uma dinâmica atividade comercial, classificada pelas autoridades de ambos os países como contrabando. Entretanto, os "mistos" não podiam ser detidos até uma légua dos limites do Couto e nem nos caminhos ou veredas privilegiadas, ou por atividades consideradas como ilícitas.

### Serviço militar
Os habitantes do Couto não contribuíam nem para o Exército português nem para o Exército espanhol em tempo de guerra.

### Porte de armas
Os habitantes do Couto não necessitavam de licença para o porte de armas de qualquer classe de (caça ou de defesa), quer dentro do Couto, quer no caminho privilegiado.

### Impressos oficiais
Os habitantes do Couto não estavam obrigados ao uso de papel selado, podendo fazer uso de papel comum em todos os tipos de acordos e contratos. Do mesmo modo estavam desobrigados de pagar direitos pelo registo de propriedade, como no caso de hipotecas.

### Autogoverno
Os habitantes do Couto tinham o privilégio do autogoverno, mediante a eleição de um Juiz ou Alcaide que exercia as funções governativas, administrativas e judiciais, auxiliado pelos homens-bons, também eleitos em cada um dos três povoados (Santiago, Rubiás e Meaus). Além disso, havia a possibilidade de firmar acordos em conselho aberto (assembleia).

### Direito de asilo
Nem as autoridades portuguesas e nem as espanholas podiam ingressar no Couto em perseguição de um indivíduo, exceto no caso de determinados delitos, como o homicídio, por exemplo. Esse direito, reminiscência dos primitivos coutos de homiziados, incomodava bastante as autoridades de ambos os países, o que, historicamente, se traduziu pela ação esporádica, quer da justiça portuguesa, quer da espanhola, no território do Couto.
Do mesmo modo, o Couto podia negar alojamento às forças militares de ambos os países, prática que em diversas ocasiões não foi respeitada diante da superioridade numérica das tropas visitantes, especialmente no século XIX.

### Feiras e mercados
Os habitantes do Couto Misto podiam frequentar as feiras das comarcas limítrofes, comprando e vendendo todos os tipos de gado e mercadorias sem a obrigação de pagar direitos e de apresentar guias, documentos aduaneiros ou de qualquer tipo.

### Caminho privilegiado
Os habitantes do Couto dispunham de um caminho neutro, de cerca de 6 km de extensão, que, partindo do Couto, atravessava as terras de Calvos de Randín, na Galiza, e de Tourém, em Portugal, seu destino. Era delimitado por mourões ou marcos de pedra, marcados com diversos sinais, como cruzes.
Utilizado para o trânsito de pessoas e de mercadorias, as autoridades de ambos os países não podiam realizar nenhuma apreensão dentro de seus limites (nem de contrabando), nem de molestar quem o utilizava.

### Cultivos
Os habitantes do Couto podiam cultivar todos os géneros, inclusive aqueles objecto de estanco, como o tabaco, controlado com rigor por ambos os países, por receio do prejuízo que poderiam causar às suas Fazendas. Assim, por iniciativa de ambos, esse privilégio foi perdido desde 1850.

### Outros privilégios
Os habitantes do Couto não eram obrigados a participar dos processos eleitorais e nem dos assuntos políticos quer de Portugal quer da Espanha, privilégio que tinha reciprocidade no respeito que as autoridades de ambos os países sempre tiveram pelos privilégios do Couto Misto.

## Fim do Couto Misto
Em 1864, o Tratado de Lisboa, celebrado entre Portugal e Espanha, dita o fim do Couto Misto. Com o Tratado de Lisboa, Portugal e Espanha acordaram no destino a dar às aldeias raianas. As três principais aldeias do Couto Misto, Rubiás dos Mistos, Meaus e Santiago, pertencerão à Galiza (província de Ourense). Outras aldeias, mais pequenas, são objeto de negociação, mais propriamente aldeias situadas na fronteira, sendo que muitas delas são atravessadas pela linha limítrofe.

## Estatuto atual

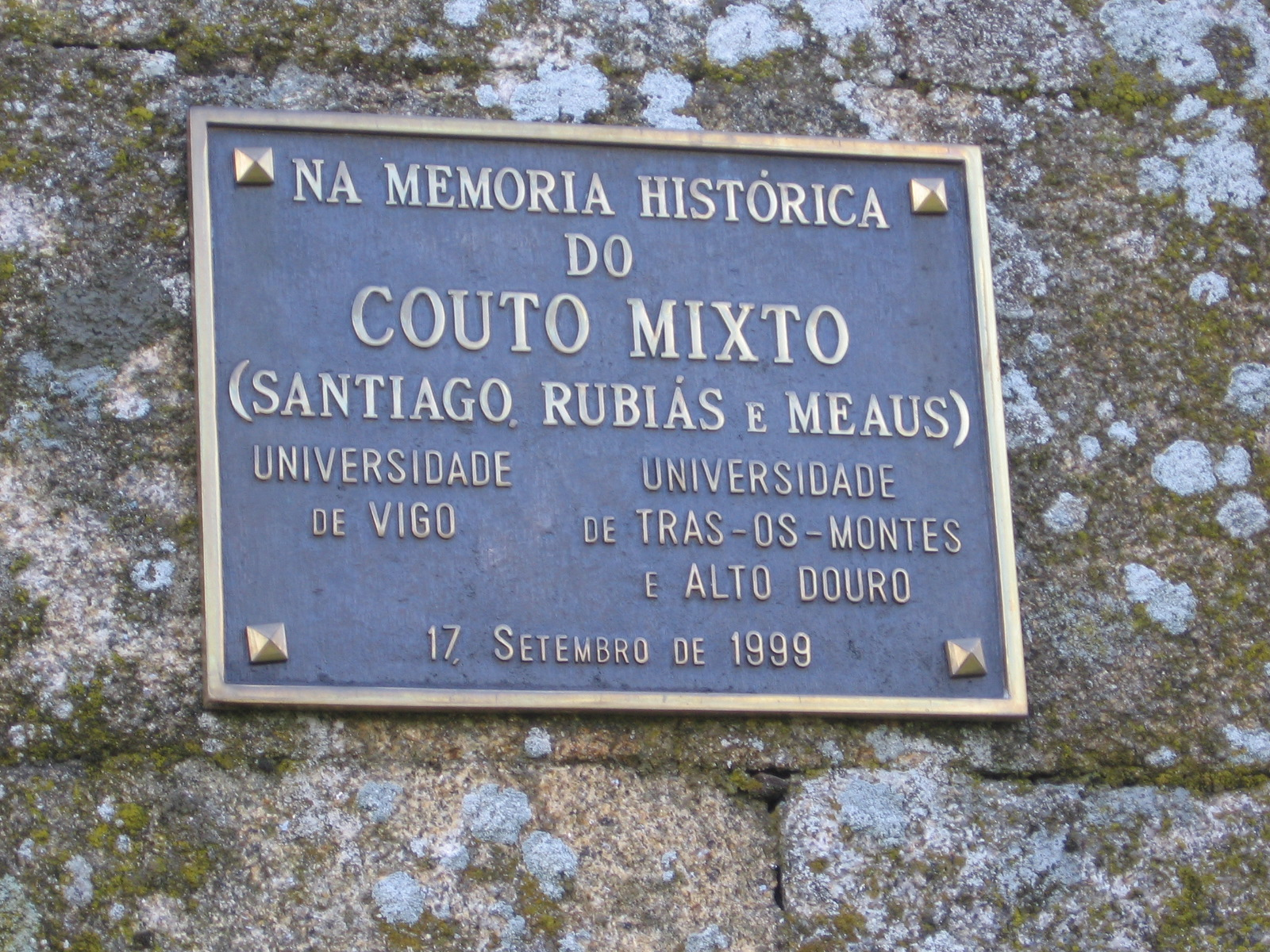
Placa comemorativa na igreja de Tourém

O interesse pelo Couto Misto ressurgiu em meados da década de 1990, tendo levado ao incremento da investigação histórica e a várias publicações sobre o território. Um programa conjunto de verão foi organizado pela Universidade de Vigo e Universidade de Trás-os-Montes e Alto Douro em 1999 visando a história do Couto Misto. Em 1998 a Associação de Amigos do Couto Misto (Asociación de Amigos do Couto Mixto) foi fundada, seguindo-se em 2003 pela Associação Comunitária do Couto Misto (Asociación de Veciños do Couto Mixto). Ambas as entidades restabeleceram a figura dos Homens de Acordo, com uma pessoa a representar cada uma das aldeias, e a do Juiz Honorário que era nomeado anualmente numa cerimónia na igreja de Santiago. A Arca das Três Chaves também foi reavivada com cada uma das três chaves a ficar sob custódia dos vários Homens de Acordo.
Movimentações políticas relativas ao Couto Misto levaram a debates e resoluções dos parlamentos galego, espanhol e europeu: em maio de 2007 uma moção (Proposición no de ley) foi discutida e aprovada (com 303 votos a favor) pelo Parlamento Espanhol reconhecendo a singularidade do Couto Misto como enclave histórico e cultural, apelando a medidas que permitam o desenvolvimento social e económico do território. Ao mesmo tempo, uma moção semelhante foi aprovada pelo Parlamento da Galiza. Em 2008 uma questão foi colocada por escrito ao Parlamento Europeu em relação à contribuição da União Europeia para reavivar o Couto Misto, definido como "instituição que era politicamente e administrativamente independente das coroas espanhola e portuguesa."

### Obras
- García Mañá, Luís Manuel. Couto Mixto. Unha república esquecida. Vigo: Edicións Xerais de Galicia, 2005. ISBN 84-9782-325-7.

### Notícias
- (em castelhano) La 'república independiente' del Couto - El País
- Os novos xuíces honorarios darán pulo ás tradicións culturais do Couto Mixto - La Voz de Galicia
- Un Couto de cultura - Culturagalega.org